# Панорамний пейзаж з Антверпеном
Панорамний пейзаж з Антверпеном(англ. View of the city of Antwerp) — картина, котру створив фламандський художник Ян Вільденс (1586 - 1653).

## Дещо про Антверпен
Ріка  Шельда навпіл поділяє місто  Антверпен, котрий розташований на обох її берегах. Широка річка, вихід у море, працьовитий народ і активна торгівля з іншими країнами перетворили місто на важливий культурний, торговельний і  бізнесовий центр краю. Наявність вільних грошей у її мешканців дозволяла вкладати їх у ювелірні вироби і картини, у придбання екзотичних речей і коштовних тканин, що привозили з усіх усюд, у будівництво приватних осель і пишне декорування  храмових і приватних  інтер'єрів.
Місто роками приваблювало бізнесово і художньо обдарованих осіб, де десятиліттями працювали володарі вітрильників, меценати, активно діяла гільдія св. Луки. Місто уславилось власними друкарнями, ткацькими і художніми майстернями, ювелірами, виробництвом речей розкошів і активною їх торгівлею.
У 16 столітті місто перетворилось на активний центр протестантизму, що було нестерпним для короля Іспанії , котрому край і місто належали за династичним спадком. Король Філіп ІІ відрізнявся підозрілістю, хитрістю і фанатичною відданістю католицтву і покаранню протестантів. Про наміри короля свідчить його теза, що він готовий керувати пустелею, ніж протестантами, котрих вважав невиправними єретиками.
В краї і місті розпочалися спалення протестантів,  котрих іспанський уряд і католицька церква оголосили єретиками, але приборкати пошуки релігійних істин не змогли. Тоді іспанці розпочали масові репресії.
Почала діяти  заборона на навчання молоді в закордонних університетах, тоді як нідерландці десятиліттями відбували в університети сусідньої Німеччини і навіть Англії. Діяв лише дозвіл на навчання в католицьких університетах самої Іспанії, міцно контрольованих церквою на драконівських засадах. Був введений контроль у всіх школах і цензура в друкарнях (Нідерланди відрізнялись великою кількістю друкарень і кількістю письменного населення, що дратувало і дивувало масово неписьменних тоді іспанців).
Заборонили шлюби з іноземцями, що були звичною практикою в Західній Європі і тоді, і впродовж наступних 500 років.
За перші три місяці керування краєм Альба наказав стратити одну тисячу вісімсот (1800) осіб (20 страт на день). Далі дійшло до 50 смертних вироків на день...  Всього за каральними операціями герцога в краї було страчено вісімнадцять тисяч шістсот (18 600) осіб. Серед страчених — чимало багатіїв, майно котрих було конфісковане і перевезене до Іспанії...
Після 1584 року до північних Голландських провінцій вимушено емігрувало близько 600 тисяч фламандців. А були ще ті, що емігрували до Британії, Німеччини, Америки, нідерландських колоній у Азії.
Тиск на місто Антверпен не припинявся і блоковане з моря місто помітно втратило значення бізнесового і торговельного центру Західної Європи. Залишилось значення потужного культурного центру за інерцією. У першу половину 17 ст. місто Антверпен пережило останнє культурне піднесення завдяки політичним компромісам бізнесових кіл фламандців з іспанцями-католиками і могутньому зміцненню католицизму у краї. Економічний стан міста, однак,  не покращила і Мюнстерська мирна угода 1648 року (що поклала край Тридцятирічній війні), коли почала діяти заборона на морську торгівлю в порту Антверпена.

## Опис твору
Серед емігрантів з Антверпена були і родини Рубенсів і Вільденсів разом із малими дітьми. Ян Вільденс прибув у Антверпен з Німеччини дорослим майстром. Його творчість припала на роки культурного піднесення міста першої половини 17 ст.
Картина «Панорамний пейзаж з Антверпеном » за композицією нагадує тогочасні гравюри з краєвидами міст. Ян Вільденс подав Антверпен від невеликого селища, що скупчилося біля каплиці св. Анни. Від невеликої, ще середньовічної за розплануванням площі перед каплицею, відкривався краєвид на історичний центр міста з готичним собором, церквами св. Валбурга, монастирем св. Архангела Михаїла, церквою св. Андрія. Місто постає осяяне сонячним світлом, що пробилося через хмари. Протяжне полотно має в центрі протяжну панораму річки, поверхню котрої оживили невеликі човни і вітрильники. Але їх замало, тоді як колись річка рясніла торговельними вітрильниками і човнами. На зображенні міста вже лежить печатка майбутнього економічного занепаду.
Картина існує у двох варіантах. Один зберігають Королівські музеї витончених мистецтв (Брюссель) . Другий утримує приватна збірка.

## Аналогічні композиції у тогочасній гравюрі

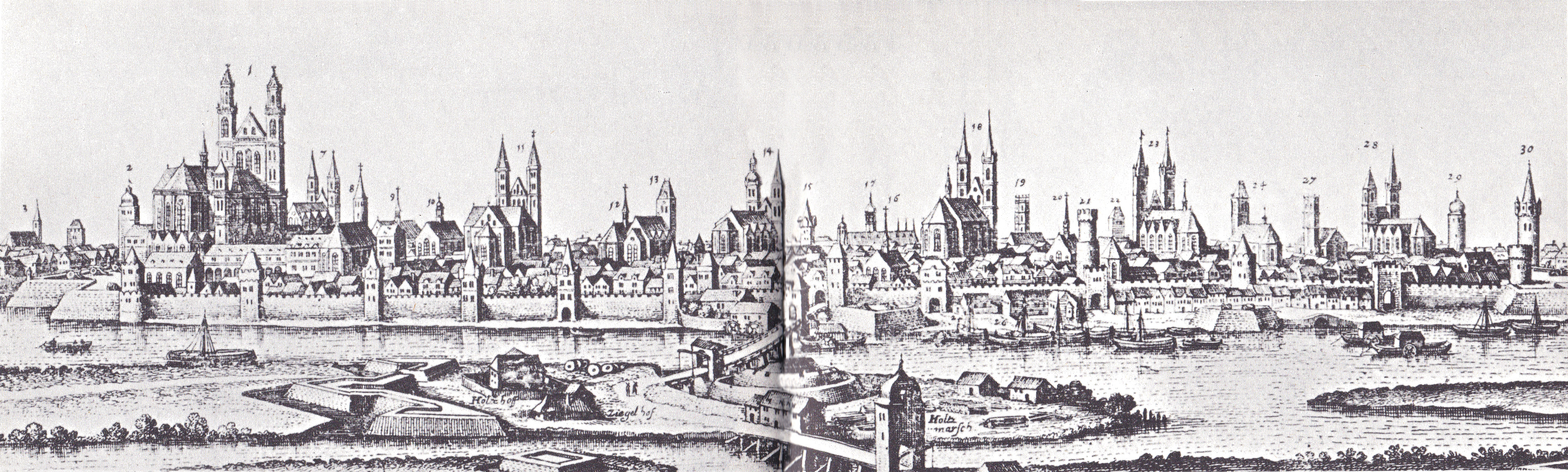
Маттеус Меріан старший . Місто Магдебург від річки.
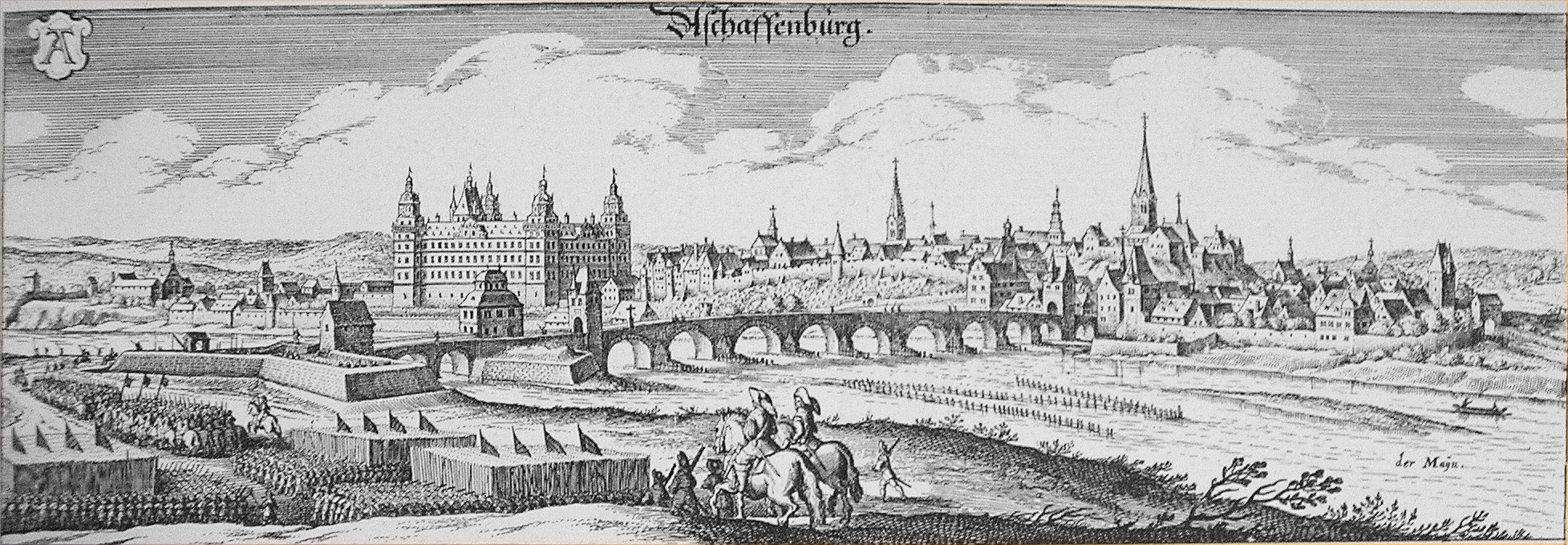
Маттеус Меріан старший . Місто Ашафенбург.
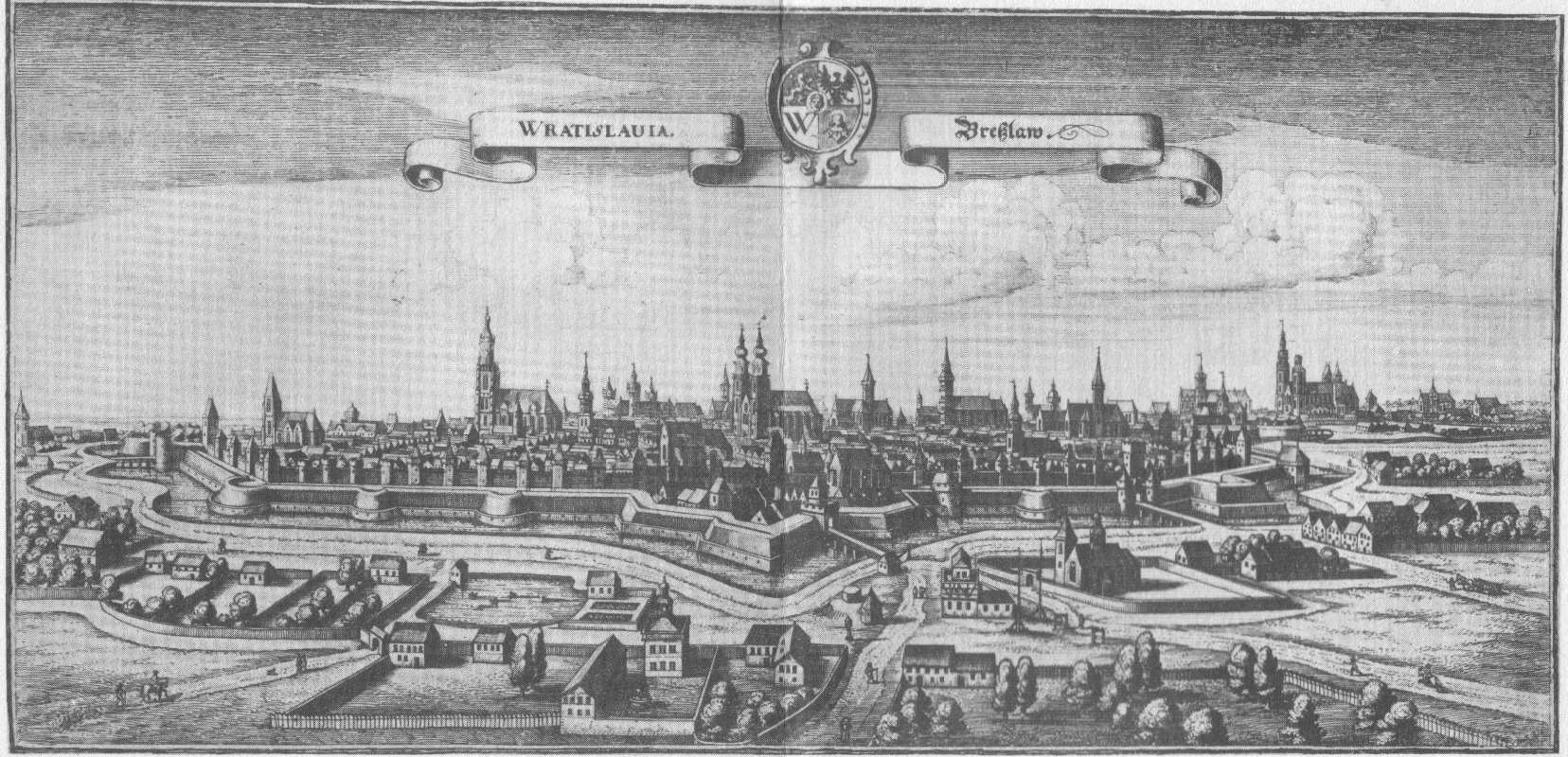
«Бреслав», нині Вроцлав, Польща
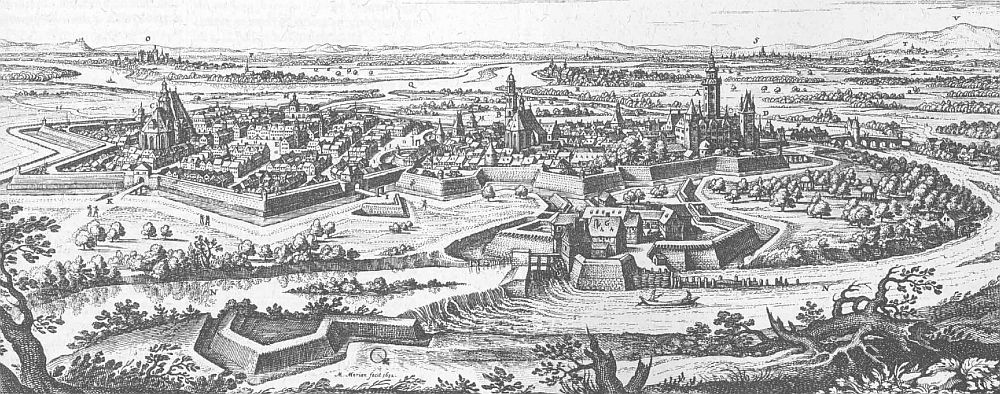
Маттеус Меріан старший . Краєвид міста Ханау (1655 р.), Німеччина